# Буландински район
Буландински район (на казахски: Бұланды ауданы) е съставна част на Акмолинска област, Казахстан, с обща площ 5081 км2 и население 33 789 души (по приблизителна оценка към 1 януари 2020 г.). Мнозинството от населението са руснаци (38,6 %) следвани от казахите (33,1 %) и украинците (11,1 %), германците (6,0 %), и други националности (11,2 %).
Административен център е град Макинск.